# Kurt Nowotny
Kurt Nowotny (* 1. Dezember 1908 in Heynitz; † 1. Juni 1984) war ein deutscher Architekt, der in der DDR zahlreiche Bauten des Post- und Fernmeldewesens entwarf.

## Leben und Wirken

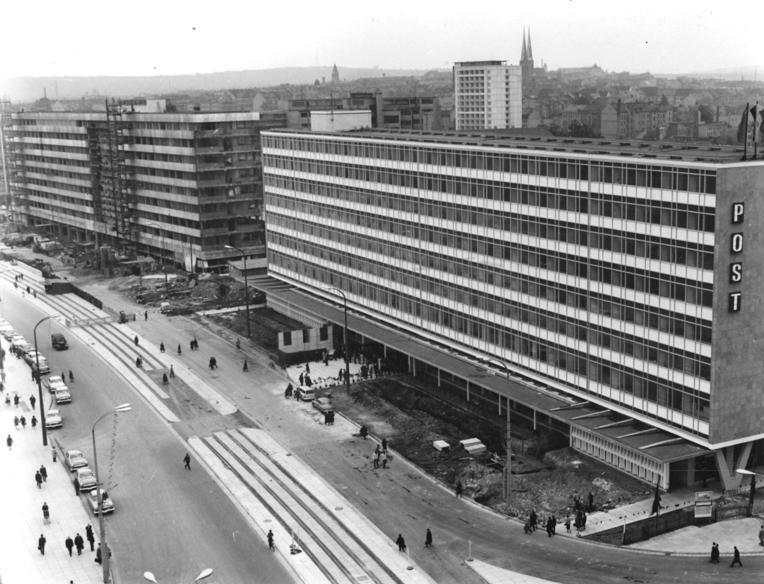
Hauptpostamt von Karl-Marx-Stadt (Chemnitz) in der Straße der Nationen 1967

Nowotny war der Sohn eines Schlossers. Nach seiner Schulzeit machte er zunächst eine Lehre zum Tischler und Zimmermann. Einer darauffolgenden Ausbildung an der Akademie für Kunstgewerbe in Dresden von 1928 bis 1931 schloss sich bis 1933 ein Studium an der Akademie der bildenden Künste an. Nowotny war hier unter anderem Schüler des Architekten Wilhelm Kreis (1873–1955).
Ab 1934 war Kurt Nowotny als Assistent im Architekturbüro von Fritz Steudtner tätig. 1936 bis 1938 war er für das Luftgaukommando Dresden-Weimar mit Planungen für einen Flughafen in Weimar beschäftigt. Nach dem Wechsel zum Reichspostministerium in Chemnitz entstanden vor seiner Einberufung zum Kriegsdienst 1942 die nicht realisierten Entwürfe für ein Postamt in Zschopau (1938–1941) und einen Postbahnhof in Chemnitz (1939–1941).
Vom Ende des Zweiten Weltkriegs bis 1950 arbeitete Nowotny im Rahmen der Aktion Ossawakim als Bauleiter und Konstrukteur in der Sowjetunion. Nach seiner Rückkehr nach Deutschland wurde er Chefarchitekt im Ministerium für Post- und Fernmeldewesen der DDR. Diese Position hatte Nowotny bis zu seinem Eintritt in den Ruhestand 1972 inne. In den 1950er Jahren lieferte er zahlreiche Wettbewerbsbeiträge, darunter Entwürfe für die Ingenieurschule für Post- und Fernmeldewesen in Leipzig (1951–1953), Kindergärten in Görlitz, Radeberg und Dresden (1952–1956) sowie für einen Fernsehturm in Roitzsch, Gemeinde Trossin (1955/56).
Weitere Projekte Nowotnys waren Pläne für eine Grundschule in Bautzen 1950, das Kulturzentrum des Stahlwerkes in Brandenburg 1952 und für den zunächst für einen Standort in den Müggelbergen vorgesehenen Berliner Fernsehturm 1954. Städtebauliche Planungen bezogen sich auf die Ausgestaltung der Nord-Süd- und der Ost-West-Achsen in Dresden.
Ausgeführte Bauten des Architekten sind das in Zusammenarbeit mit Heinrich Schwabe und Erika Lindner entstandene Funkamt in Wilsdruff von 1956 sowie das Postamt in Bärenfels von 1962. Als Großprojekte schlossen sich die Hauptpostämter in Dresden-Neustadt und Leipzig an. Am Dresdner Bau waren neben Kurt Nowotny auch Wolfram Starke und Günter Biermann beteiligt. Nicht in der von ihm geplanten Form wurden hingegen das Hauptpostamt in Karl-Marx-Stadt 1967 und ein Postkomplex in Rostock-Lütten Klein 1966 verwirklicht. Ebenfalls unausgeführt blieb Nowotnys städtebauliche Planung für den Postplatz in Dresden von 1964.
Kurt Nowotnys spektakulärste ausgeführte Projekte sind die beiden 1964 entstandenen Fernsehtürme in Dresden-Wachwitz und auf dem Kulpenberg im Kyffhäuser. Nowotny leitete zudem auch Umgestaltungen von Kirchbauten. Eines seiner letzten Projekte ist die grundlegende Renovation der Jakobuskirche in Görlitz in den Jahren 1980 bis 1982, wobei besonders der Altarraum den liturgischen Vorschriften des II.Vatikanischen Konzils angepasst wurde.

## Auszeichnungen
Als Architekt im Post- und Fernmeldewesen wurde Nowotny seitens der zuständigen Ministerien mehrfach ausgezeichnet. 1964 erhielt er die Verdienstmedaille der DDR und 1965 den Kunstpreis der Stadt Leipzig.

## Darstellung Nowotnys in der bildenden Kunst
- Grete Tschaplowitz-Seifert: Architekt K. N. von der Bauakademie (um 1953, Porträtbüste, Gips)[2]

## Schriften
- Stahlbetontürme für Funkzwecke. in: DA (1964), Nr. 9, S. 536/537
- Bauten der Deutschen Post. in: DA (1965), Nr. 2, S. 82–106

## Bauten (Auswahl)
- 1952–1953: Fachschule für Post- und Fernmeldewesen in Leipzig
- 1961–1964: Hauptpostamt Leipzig
- 1962–1964: Hauptpostamt Dresden 6, Dresden-Neustadt
- 1964–1969: Fernsehturm in Dresden
- 1964: Fernsehturm am Kulpenberg im Kyffhäusergebirge